# Lee Jung-Keun
Lee Jung-Keun (Corea del Sur, 29 de julio de 1960) es un deportista surcoreano retirado especialista en lucha libre olímpica donde llegó a ser medallista de bronce olímpico en Los Ángeles 1984.

## Carrera deportiva
En los Juegos Olímpicos de 1984 celebrados en Los Ángeles ganó la medalla de bronce en lucha libre olímpica de pesos de hasta 62 kg, tras el luchador estadounidense Randall Lewis (oro) y el japonés Kosei Akaishi (plata).